# Gezira (eiland)

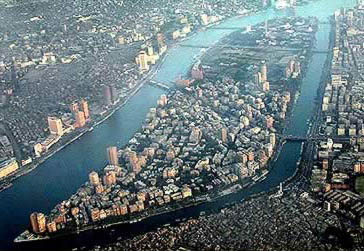
Zicht op het eiland

Gezira  is een eiland in de Nijl in de Egyptische hoofdstad Caïro. De wijk Zamalek is gelegen op het eiland. Hier bevindt zich onder meer de Cairo Tower.

## Bruggen
Bruggen die toegang geven tot Gezira (van noord naar zuid):
- 15 meibrug
- Qasr al-Nil-brug
- 6 oktoberbrug